# NGC 577
NGC 577 est une vaste galaxie spirale barrée située dans la constellation de la Baleine. NGC 577 a été découverte par l'astronome américain Aaron Nichols Skinner. Cette galaxie a été observée par l'astronome allemand Wilhelm Tempel le 14 août 1877 et inscrite au New General Catalogue sous la désignation NGC 580.

## Caractéristiques
Sa vitesse par rapport au fond diffus cosmologique est de5 643 ± 22 km/s, ce qui correspond à une distance de Hubble de 83,2 ± 5,8 Mpc (∼271 millions d'al).
En raison d'une brillance de surface égale à 14,04 mag/am2, on peut qualifier NGC 577 de galaxie à faible brillance de surface (LSB en anglais pour low surface brightness). Les galaxies LSB sont des galaxies diffuses (D) avec une brillance de surface inférieure de moins d'une magnitude à celle du ciel nocturne ambiant.

## Groupe de NGC 545 et Abell 194

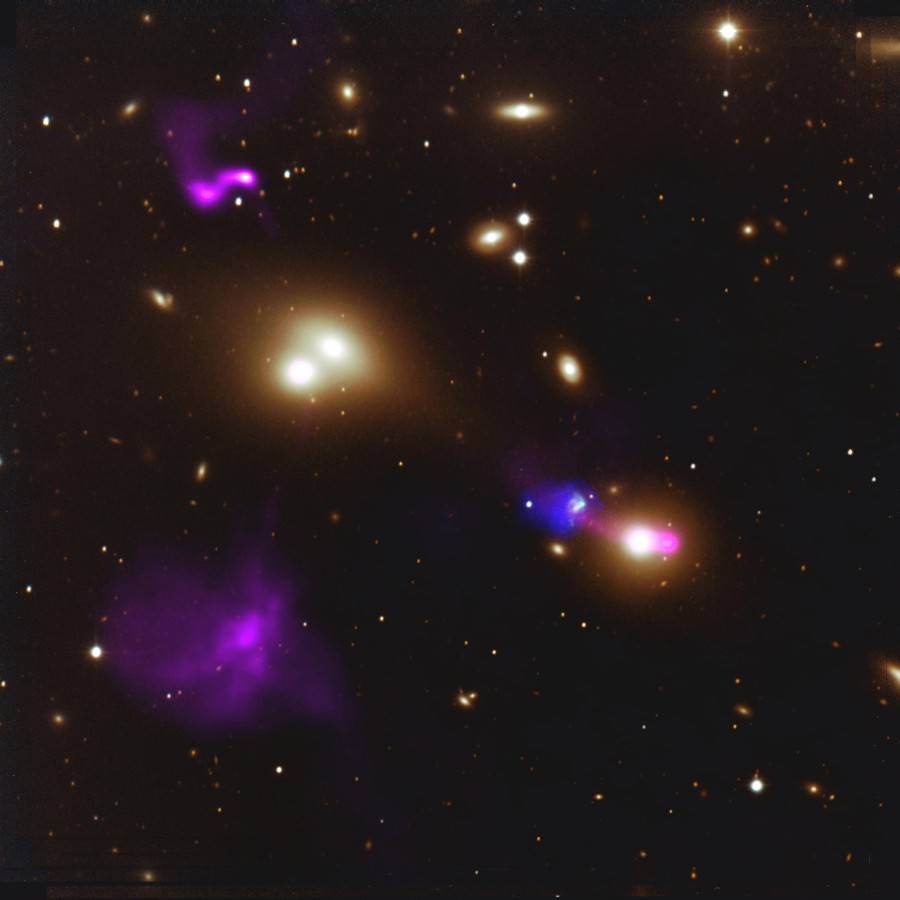
L'amas Abell 194. (Image courtesy of NRAO/AUI and Courtesy of S.Croft;W.van Breugel;W. de Vries;J.van Gorkom;H.Morganti;T.Osterloo;M.Dopita;M.Gregg)

NGC 577 fait partie du groupe de NGC 545, la plus grosse et la plus brillante galaxie de ce groupe. Le groupe de NGC 545 fait partie d'un ensemble plus vaste, l'amas galactique Abell 194,.

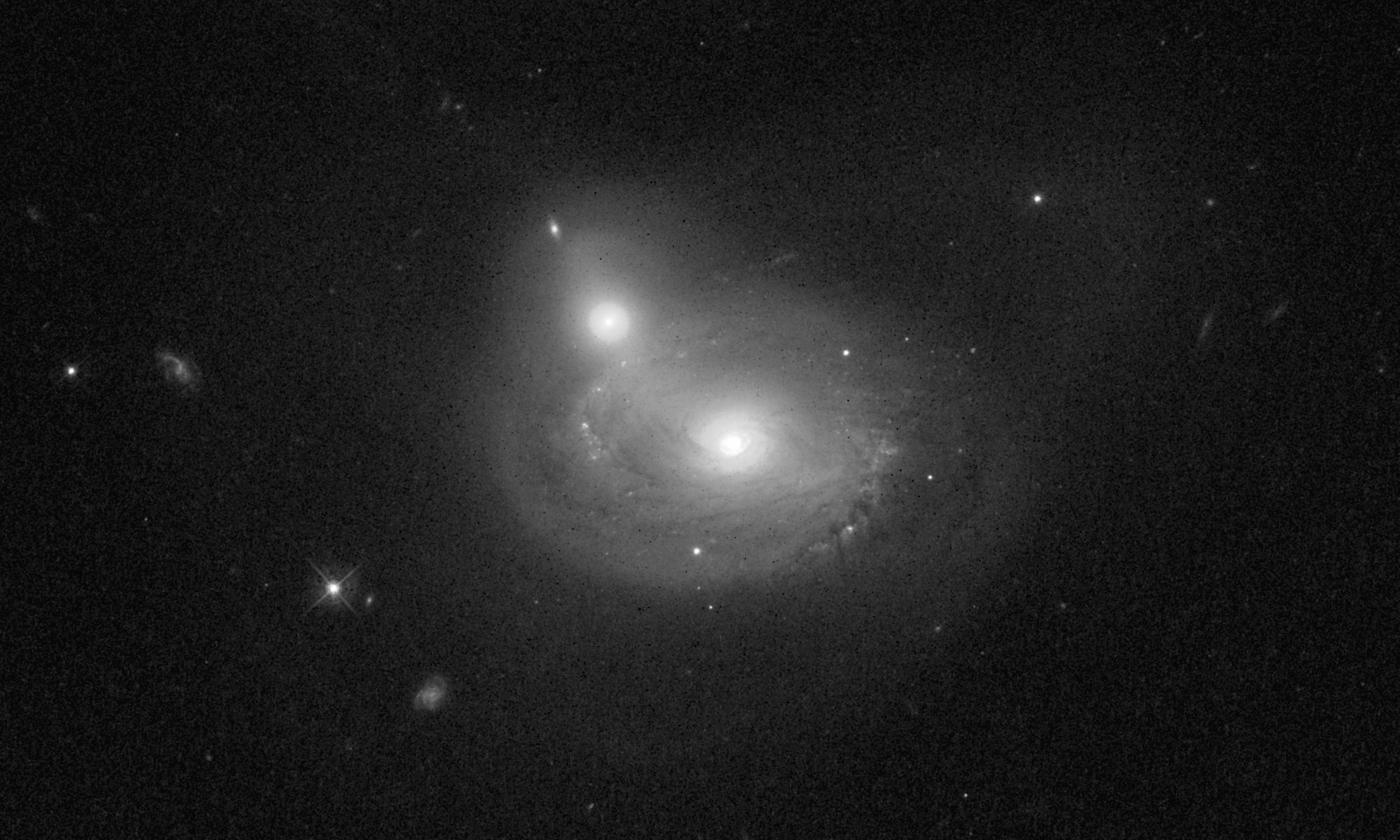
NGC 545 et NGC 547 par le télescope spatial Hubble.

Deux galaxies de ce groupe, NGC 545 et NGC 547, produisent d'immenses et puissants jets de matière dans la région qui entoure leur trou noir supermassif central. Ces jets ont été captés en onde radio par les radiotélescopes du VLA et sont montrés en violet sur l'image de l'amas ci-dessous. Les jets de ces deux galaxies en interaction gravitationnelle sont projetés à des distances d'environ 250 000 années-lumière. Le jet plus court de la galaxie NGC 541, un peu plus bas à droite, entre en collision avec un nuage d'hydrogène coloré en bleu foncé qui a aussi été détecté en onde radio par le VLA. L'onde de choc créé par ce jet a engendré une zone de formation de formation d'étoiles, colorée en bleu pâle, imagée dans le visible par le télescope de 2,3 m de l'observatoire de Siding Spring en Australie. Ce type assez rare de pouponnière d'étoiles est connu sous le nom d'objet de Minkowski,, un exemple de trou noir créant la vie dans l'univers sous forme d'étoiles bébés.
Outre NGC 577, les principales galaxies du groupe de NGC 545 sont NGC 530, NGC 530, NGC 541, NGC 547, NGC 560, NGC 564, NGC 570, NGC 585, UGC 892 et UGC 1062 (respectivement CGCG 0118.7-0048 et CGCG 0126.4-0049 notées 0118-0048 et 0126-0049 dans un article d'Abraham Mahtessian paru en 1998).